# Kreuzberg (Freyung)

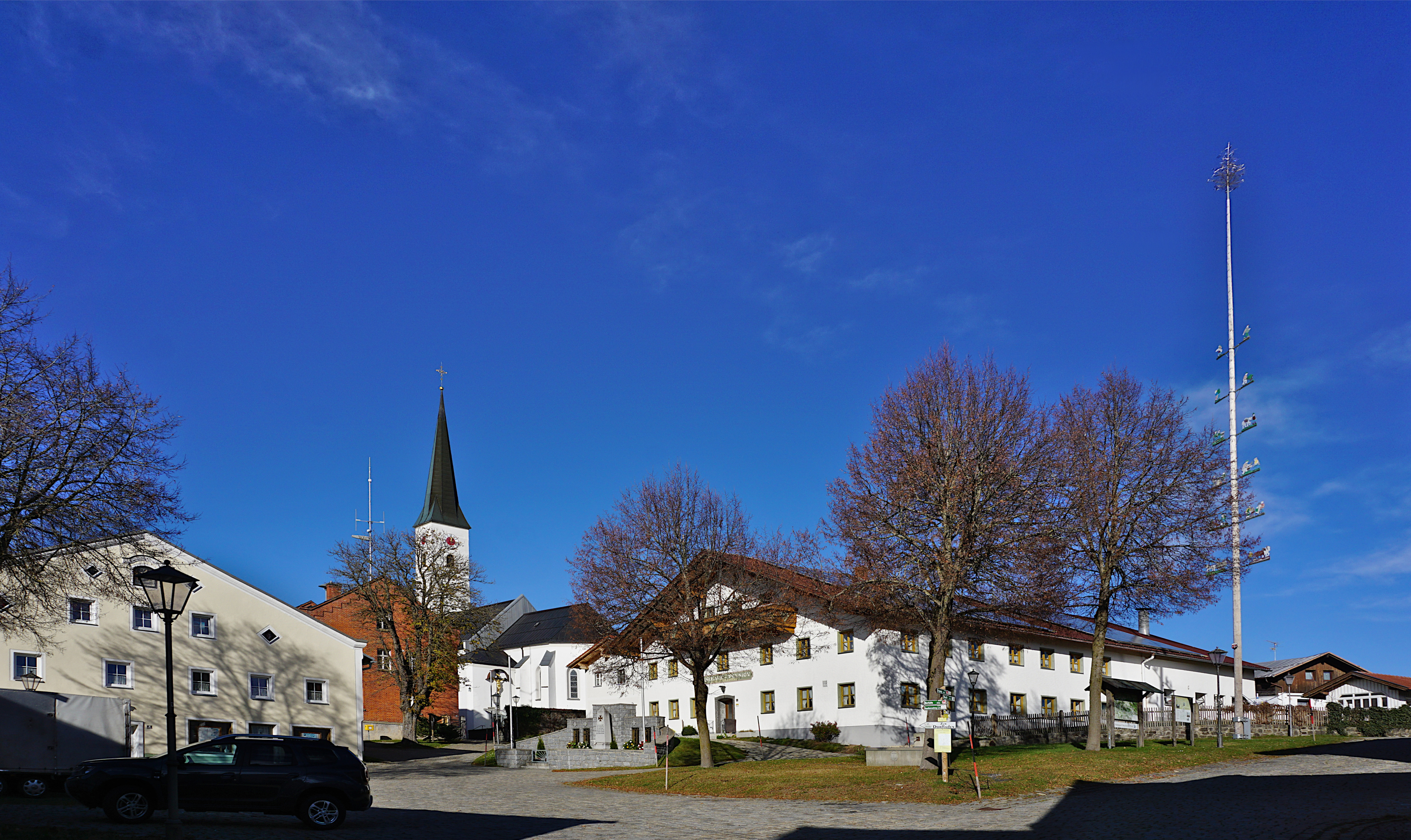
In Kreuzberg

Kreuzberg (von Gereutsberg – gerodeter Berg) ist ein Ortsteil der Stadt Freyung im Landkreis Freyung-Grafenau, Bayern. Bis 1971 bildete Kreuzberg eine selbstständige Gemeinde.

## Geografie
Kreuzberg liegt auf einem 819 Meter hohen, unbewaldeten Gneis-Kegel etwa 3,5 Kilometer nördlich der Kreisstadt Freyung. Die Erhebung fällt abgesehen von einem Sattel zu dem 791 Meter hohen Randlberg im Nordosten nach allen Seiten gleichmäßig um etwa 150 Meter zu den Tälern des Reschbachs im Westen und des Saussbachs im Süden ab.
Ausgehend von der zentralen Siedlung sind die einzelnen Hufen kreisförmig angeordnet, so dass Kreuzberg dem Siedlungstyp eines runden Waldhufendorfes entspricht. Davon abgesehen gibt es noch einige kleinere, erst in späteren Ausbauphasen entstandene Siedlungen.

## Geschichte

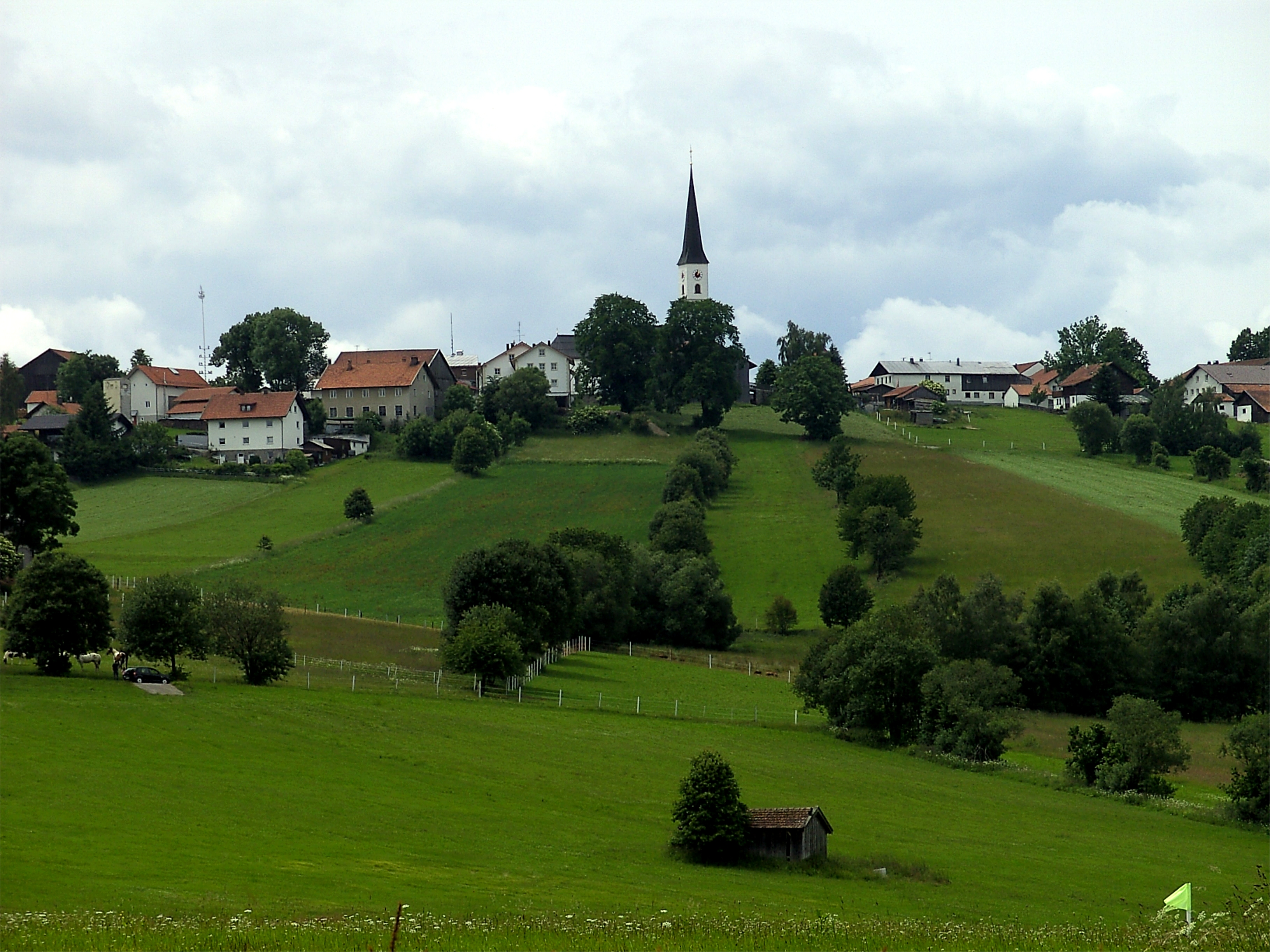
Kreuzberg; gut zu erkennen die radial angeordneten Hufen

Kreuzberg war lange Zeit die nördlichste Ortschaft am Bergreichensteiner Ast des Goldenen Steiges. Die Landwirtschaft bot der Bevölkerung eine sichere Existenzgrundlage, und etwa 300 Jahre war der Ort Zollstation des Hochstifts Passau. Bereits 1354 erwarb Kreuzberg das Marktrecht, das es aber 1576 wieder verlor, obwohl weiterhin Wochen- und drei Jahrmärkte stattfanden.
In Kreuzberg entwickelte sich eine der ältesten St.-Anna-Wallfahrten. Die erste Erwähnung dieser Wallfahrt stammt aus dem Jahr 1429. Am 25. Oktober 1501 wurde das Benefizium zur Betreuung der Wallfahrt gestiftet, und so wirkte von 1501 bis 1927 in Kreuzberg ein Benefiziat. In der Landkarte des Philipp Apian von 1568 ist der Ort unter dem Namen „Creitzperg“ eingetragen.
Die Blütezeit der Wallfahrt begann nach dem Ende des Dreißigjährigen Krieges. 1777 gab Leopold Giesecke, Pfarrer in Freyung, die Zahl derer, die an den drei „Goldenen Samstagen“ (die drei Samstage nach dem Fest des hl. Michael am 29. September) die Kommunion empfingen, mit 20.000 an. Demnach dürfte Kreuzberg zu dieser Zeit neben Mariahilf in Passau der bedeutendste Wallfahrtsort des Bistums Passau gewesen sein. Von dem Niedergang zur Zeit der Aufklärung noch in fürstbischöflichen Zeiten und der anschließenden Säkularisation in Bayern hat sich die Kreuzberger Wallfahrt nicht mehr erholt, so dass heute in erster Linie nur noch Einzelpilger nach Kreuzberg kommen.
Kreuzberg gehörte zur Pfarrei Freyung und wurde 1849 Expositur und 1896 zur Pfarrei erhoben. Die Freiwillige Feuerwehr Kreuzberg wurde 1874 gegründet, der TSV Kreuzberg 1929. Am 1. April 1971 wurde die 1970 insgesamt 747 Einwohner zählende Gemeinde Kreuzberg nach Freyung eingemeindet.
Die Montessori-Schule für Freyung und Umgebung befindet sich in Kreuzberg. Sie ist auch Nationalpark-Partner-Schule.

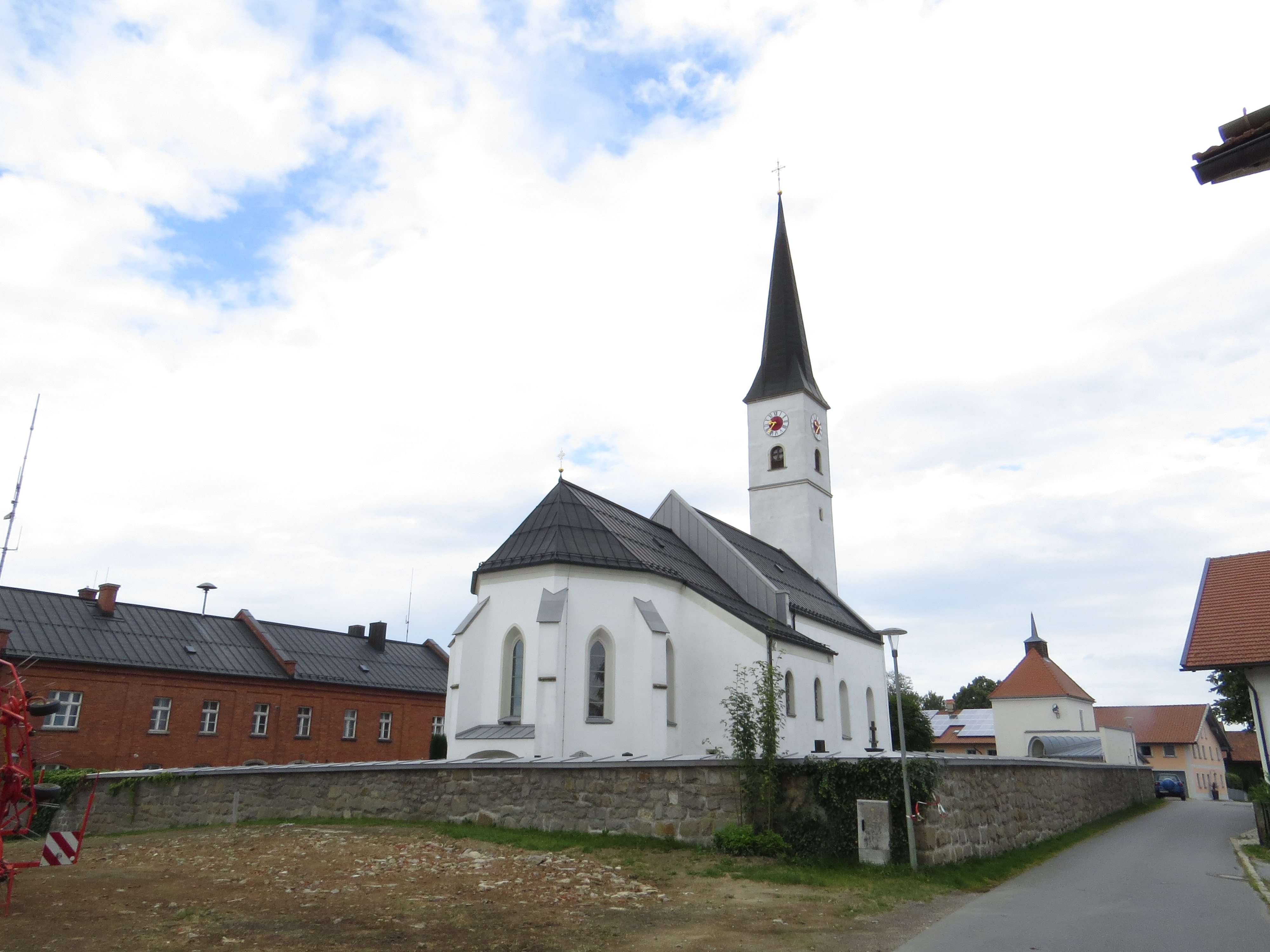
Die katholische Pfarrkirche St. Anna

## Sehenswürdigkeiten
Die 1517 geweihte Kirche St. Anna wurde im 17. Jahrhundert verändert und bei zwei Ortsbränden am 20. Mai 1819 und am 19. Juli 1901 in Mitleidenschaft gezogen. Sie enthält zahlreiche barocke und gotische Figuren. Das Gnadenbild aus dem Jahr 1633 ist die Nachbildung einer Anna selbdritt aus dem 14. Jahrhundert.
In der Liste der Baudenkmäler in Freyung sind für Kreuzberg 14 Baudenkmäler aufgeführt.

## Vereine
- BRK-Kolonne Kreuzberg
- Caritas-Altenclub Kreuzberg
- Deutscher Soldaten- und Kriegerbund Kreuzberg (DSKB)
- Freiwillige Feuerwehr Kreuzberg
- Gartenbauverein Kreuzberg
- KAB Kreuzberg
- Kath. Frauenbund Kreuzberg
- Männerchor Kreuzberg
- OCV Kreuzberg
- TSV Kreuzberg 1929
- Waldgemeinde Kreuzberg
- Montessori-Schule Wolfstein e. V.